# Брест-5 (кантон)
Брест-5 (фр. Brest-5) — кантон во Франции, находится в регионе Бретань, департамент Финистер. Входит в состав округа Брест.

## История
Кантон образован в результате реформы 2015 года. В его состав вошли восточные кварталы города Брест.

## Политика
С 2015 года кантон в Совете департамента Финистер представляют члены совета города Брест Фредерика Боннар Ле Флош (Frédérique Bonnard Le Floc'h) и вице-мэр Осни Трабельси (Hosny Trabelsi) (оба — Социалистическая партия).
|                | Кандидаты                               | Партия                   | Первый тур | Первый тур     | Второй тур | Второй тур |
| Кол-во голосов | Кандидаты                               | Партия                   | % голосов  | Кол-во голосов | % голосов  |            |
| -------------- | --------------------------------------- | ------------------------ | ---------- | -------------- | ---------- | ---------- |
|                | Фредерика Боннар Ле Флош Осни Трабельси | Социалистическая партия  | 2 013      | 31,49          | 3 760      | 61,34      |
|                | Микаэль Кабон Гвенаэль Порсмогер        | Разные центристы         | 1 379      | 21,57          | 2 370      | 38,66      |
|                | Гвендаль Кигер Сандрин Мигрель          | Европа Экология Зелёные  | 1 332      | 20,84          |            |            |
|                | Дидье Марке Моника Шабарден             | Национальное объединение | 969        | 15,16          |            |            |
|                | Манон Бодри Пьер Смолар                 | Непокорённая Франция     | 556        | 8,70           |            |            |
|                | Мельвин Ита Морган Перно-Гоарво         | Разные левые             | 144        | 2,25           |            |            |

|                | Кандидаты                               | Партия                        | Первый тур | Первый тур     | Второй тур | Второй тур |
| Кол-во голосов | Кандидаты                               | Партия                        | % голосов  | Кол-во голосов | % голосов  |            |
| -------------- | --------------------------------------- | ----------------------------- | ---------- | -------------- | ---------- | ---------- |
|                | Фредерика Боннар Ле Флош Осни Трабельси | Социалистическая партия       | 3 396      | 34,87          | 5 252      | 58,89      |
|                | Сам Беларби Брижитт Ю                   | Правый блок                   | 2 214      | 22,73          | 3 666      | 41,11      |
|                | Марк Брюсьё Вивиан Мевель               | Национальный фронт            | 1 540      | 15,81          |            |            |
|                | Пьер Гезеннек Моника Кампо Юртадо       | Европа Экология Зелёные       | 868        | 8,91           |            |            |
|                | Роже Кальвес Катель Терьен              | Крайне левые                  | 542        | 5,57           |            |            |
|                | Элен Дебер Паскаль Керберен             | Союз демократов и независимых | 514        | 5,28           |            |            |
|                | Эрик Геллек Розалин Филип               | Левый фронт                   | 430        | 4,42           |            |            |
|                | Анн-Мари Керверн Иоанн Мёдек            | Прочие                        | 235        | 2,41           |            |            |